# 전강만보
전강만보(錢江晩報)는 절강성을 기반으로 하고 있는 중화인민공화국의 신문으로, 세계에서 가장 유통부수가 많은 신문 중 하나이다.

 1987년에 창간하여 7년 연속 세계 100대 신문에 선정되기도 했다.
2016년에는 대한민국의 한라일보와 함께 공동사업 제휴 협약을 맺었다.